# Formicivora intermedia
Formicivora intermedia (лат.) — вид птиц из семейства типичных муравьеловковых. Выделяют шесть подвидов.

## Таксономия
Ранее считался конспецифичным с Formicivora grisea, но к настоящему времени их стали часто рассматривать как разные виды из-за различий в вокализации.

## Распространение
Тропический южноамериканский вид. Обитают в северной части Колумбии, на севере Венесуэлы, а также на островах Тобаго и Маргарита.

## Описание
Длина тела 12-13 см, масса 9-12 г. Самец номинативного подвида имеет серовато-коричневые верхние части, черноватый хвост и черноватые крылья с белыми пятнами, а также белую полосу. Белая «бровь» расширяется широкой полосой вниз по груди и телу. Нижняя часть тела чёрная. У самки верхняя часть тела похожа на верхнюю часть тела самца, но нижняя часть при этом тёмно-желтая с более тёмными пятнами или прожилками на грудке.

## Биология
Это насекомоядные птицы.

## Охранный статус
МСОП присвоил виду охранный статус LC.